# Višněva
Višnieva či Višněu (bělorusky: Ві́шнева, Вішнеў; rusky: Вишнево, Višněvo) je obec v západním cípu Minské oblasti v Bělorusku, poblíž hranic s Litvou. V letech 1921–1939 byla součástí Druhé polské republiky jako část Novogrodského vojvodství.
V roce 1907 zde žilo 2650 lidí, z toho 1863 Židů. Od té doby však veškeré židovské obyvatelstvo zmizelo. Většina byla vyhlazena nacisty během druhé světové války. 30. srpna 1942 bylo zhruba 1100 Židů zabito jednotkami SS. Ve městě dodnes zůstal židovský hřbitov. Většina přeživších holocaustu emigrovala.
Město je rodištěm bývalého izraelského prezidenta Šimona Perese, který se svou rodinou emigroval do Palestiny roku 1934, a Nachuma Goldmana (zakladatele a nejdéle sloužícího prezidenta Světového židovského kongresu).